# Eilica maculipes
Eilica maculipes är en spindelart som först beskrevs av Jehan Vellard 1925.  Eilica maculipes ingår i släktet Eilica och familjen plattbuksspindlar. Inga underarter finns listade i Catalogue of Life.